# The Black Page
The Black Page #1 – utwór amerykańskiego kompozytora Franka Zappy, znany z tego, iż jest bardzo trudny do zagrania. Początkowo utwór powstał na zestaw perkusyjny i grające melodię instrumenty perkusyjne (wykonywany jako The Black Page Drum Solo), później spotykany był w kilku alternatywnych aranżacjach, w tym w wersji disco jako „easy teenage New York version” lub The Black Page #2, jak też w wersji newage'owej.
Perkusista Terry Bozzio wypowiedział się o utworze w sposób następujący:

[Zappa] napisał ten utwór, bo graliśmy razem z 40-osobową orkiestrą. Często słyszał muzyków w studio w Los Angeles i mówił o tym, że boi się wejść któregoś poranka do studia i stanąć oko w oko z „czarną stroną”. Postanowił więc napisać własną „czarną stronę”. Dał mi zapis nutowy i niektóre rzeczy byłem w stanie zagrać od razu, ale nie było na ten utwór nacisku. Przed przećwiczeniem tego utworu jakieś dwa tygodnie później, zapis stał sobie po prostu na moim stojaku na nuty i ćwiczyłem go sobie po piętnaście minut dziennie. Po dwóch tygodniach zebrałem się w sobie i zagrałem ten utwór, a Frank powiedział: „Wspaniale!”, zabrał nuty do domu, dopisał melodię i akordy i przyniósł całość z powrotem. Zagraliśmy ten utwór wszyscy.

Na podwójnym albumie koncertowym Zappa in New York – stanowiącym rejestrację koncertu z grudnia 1976 i wydanym w marcu 1978 – Zappa wspomina o „statystycznym zagęszczeniu” utworu. Utwór jest w metrum 4/4 z częstymi nieregularnymi podziałami nutowymi, czasami osadzonymi wewnątrz innych. Zdarzają się w nim podziały szóstkowe, w których akcenty padają odpowiednio co 5, 5 i 6 uderzeń. Występują również półnutowe podziały na 3, w których drugi takt jest grany „na pięć” w rytmie rubato, stanowiąc w zasadzie podział „na siedem”, zaś trzeci podzielony jest „na cztery” i „na pięć”. Utwór kończy się ćwierćnutową sekwencją graną kolejno na 5, 5 i 6, po czym następują dwie pełne nuty grane w podziale na 11. Australijski perkusista Chris Quinian przedstawił polirytmię utworu, zagnieżdżoną polirytmię (piątki i szóstki grane w polirytmii 3/2), polimetrię (frazy 5/4 grane w metrum 4/4) i całą strukturę „The Black Page” w 122. odcinku programu muzycznego Melbourne Musos, wyemitowanym w roku 1999 w australijskiej stacji C31 Melbourne.
Zappa niedługo po opanowaniu przez jego zespół kompozycji „The Black Page #1” stworzył na jej podstawie „The Black Page #2”. Ten utwór grany jest w stylu disco, lecz zachowuje przy tym prawie całość metrycznej komplikacji pierwowzoru. Jednym znaczącym odstępstwem jest w jego przypadku końcowa część, w której podziały przebiegają przy zmienionym rytmie i grane trzykrotnie. Wydany w roku 1991 album koncertowy Make a Jazz Noise Here zawiera tzw. newage'ową wersję utworu, częściowo graną w stylach lounge music i reggae. Album koncertowy You Can't Do That on Stage Anymore, Vol. 4 z roku 1994 zawiera wersje utworu w stylistyce ska. W obydwu wykonaniach partie gitary gra Frank Zappa.
W roku 2001 Terry Bozzio i Chad Wackerman nagrali materiał wideo, na którym obaj byli perkusiści zespołu Zappy wykonują wspólnie „The Black Page”, zaś na dole ekranu przesuwa się zapis nutowy utworu.
W roku 2006 utwór pojawił się na trasie koncertowej zespołu Zappa Plays Zappa, Tour de Frank, ambitnym przedsięwzięciu Dweezila Zappy ponownego grania muzyki Franka Zappy na scenie w towarzystwie kilku muzyków. Oprócz Dweezila Zappy na koncertach występował wywodzący się z zespołu Franka Zappy Napoleon Murphy Brock grający na instrumentach dętych drewnianych, perkusista Terry Bozzio i gitarzysta Steve Vai. Utwór grany był dwukrotnie – jako solo na perkusji przez Bozzio i w duecie z gitarzystą Steve'em Vaiem.
W roku 2010 kompozycję zagrała młoda brytyjska perkusistka Lucy Landymore, podczas finału talent show BBC Young Musician of the Year.
W roku 2014 Terry Bozzio upamiętnił utwór w formie, którą sam nazwał Rhythm & Sketch. Na płótnie widnieje wykonany przez Bozzio szkic przedstawiający Franka Zappę z „czarną stroną” pokryty jest smugami wykonanymi pałeczkami perkusyjnymi muzyka. Powstało 25 płócien, które szybko się sprzedały.